# تبسي بيتنجان
تبسي بيتنجان هو طبق صينية بالفرن من المطبخ العراقي يتكون من الباذنجان الذي يتم تقطيعه لشرائح  ويوضع  في طبق مع كرات اللحم والطماطم والبصل والثوم، توضع شرائح البطاطس فوق الخليط ويُخبز الطبق.
مثل العديد من الأطباق العراقية الأخرى ، عادة ما يتم تقديمه مع الأرز مع السلطة والمخللات .